# Assemblée législative de Porto Rico
Pour les autres articles nationaux ou selon les autres juridictions, voir Assemblée législative.
 (janvier 2024).
19e législature de Porto Rico
Capitole de Porto Rico (en)
L'Assemblée législative de Porto Rico (en espagnol : Asamblea Legislativa de Puerto Rico ; en anglais : Legislative Assembly of Puerto Rico) est l'organe législatif de Porto Rico, territoire non incorporé organisé des États-Unis. Elle est formée du Sénat et de la Chambre des représentants.

## Histoire
L'Assemblée législative est créée en 1917 par la loi Jones–Shafroth qui réorganise le territoire sous administration américaine. Elle est maintenue lors de l'adoption de la Constitution de Porto Rico en 1952.

## Fonctions
La Constitution de Porto Rico confère le pouvoir législatif à l'Assemblée législative. Chaque chambre est seule habilitée à juger de la capacité juridique de ses membres. Les membres des deux chambres sont protégés par l'immunité parlementaire, aux termes de l'article III, section 14, « aucun membre de l'Assemblée législative ne peut être emprisonné... ».